# Pat Fraley
Patrick Howard Fraley (Seattle, Washington, 18 de febrero de 1949), más conocido como Pat Fraley, es un actor y profesor de doblaje estadounidense. Fue, entre otras, la voz de Krang, Casey Jones, Baxter Stockman y otros personajes de la serie de televisión animada Tortugas Ninja Mutantes Adolescentes  de 1987. También es miembro de Voice and Speech Trainers of America.

## Carrera
La carrera de Fraley comienza en 1979 en la película de animación Scooby Goes Hollywood, de Hanna-Barbera, donde proporcionó algunas voces adicionales. 
En los años siguientes, prestó su voz a los personajes en una gran cantidad de dibujos animados como G.I. Joe, Garfield y sus amigos, Los cazafantasmas de Filmation, La Tropa Goofy, Quack Pack, Batman: The Animated Series, The Angry Beavers, Bravestarr y TaleSpin. También le dio voz al presidente de Estados Unidos en la película Soy Leyenda de 2007.